# 达文波特 (北达科他州)
达文波特（英語：Davenport），是美国北达科他州下属的一座城市。根据2010年美国人口普查，该市有人口252人。2011年估计该市有人口256人，相对于2010年，增长率为1.59%。